# 아시리아 속주
아시리아 속주 (Provincia Assyria)는 로마의 속주 중 하나로 단 2년간(서기 116-118년)만 운영되었다고 한다.

## 역사
트라야누스 황제가 ‘그 시대 상황과 인물들의 중요한 모범’으로 인식되던 4세기 중엽에 발렌스 황제의 지시로 기록을 남겼던 에우트로피우스와 페스투스에 따르면, 아시리아 속주는 서기 116년에 파르티아에 대한 성공적인 원정이 이뤄진 뒤 그 해에 트라야누스가 설치한 속주 세 곳 중 하나 (나머지는 메소포타미아와 아르메니아)라고 하며, 이때 원정 때 트라야누스는 메소포타미아의 티그리스강을 넘어가 저항에도 불구하고 아디아베네의 영토를 점령하고 파르티아의 수도인 셀레우키아-크테시폰과 바빌론이 있는 남쪽으로 진격했었다고 한다.
트라야누스의 아르메니아와 메소포타미아 속주에 대한 화폐 증거물은 존재하지만, 아시리아에 관한 것은 없어, 아시리아 속주의 존재성에 대해 C.S. Lightfoot와 F. Miller 등은 의문을 제기하기도 했다.
로마의 군사적 승리에도 불구하고, 트라야누스의 116년 정복은 어려움을 겪었다. 시작부터, 산트루케스(Santruces)라는 이름의 파르티아 대공이 지역민들로 된 무장 반란을 일으켰으며, 이때 로마 수비군들은 기지에서 쫓겨났고 지휘관들은 병력들이 반란을 진압하려할 때 살해를 당하였다. 트라야누스는 셀레우키아와 에데사를 점령하여 불태우고, 꼭두각시 파르티아인 왕을 세우기까지 하며 이 반란을 진압하였다. 그렇지만 그 뒤에 의기양양하게 본국으로 향하던 중에 그는 병에 걸려 117년 8월 8일에 사망하고 말았다.
트라야누스의 후임자 하드리아누스는 동방 지역에 새롭게 획득한 영토들에 관한 새로운 정책을 실시하였다. 이 영토들이 제국을 과확장시켰다고 믿었던 그는 국경을 좀 더 쉽게 방어토록 위해 철수하였다. 그는 파르티아에 승리를 거두는 미완성된 임무를 관두었는데, 그는 이 임무에 막대한 군사 비용이 필요할 것이라 판단하였다. 그는 평화와 우애 속에 공존하기를 바라며, 허수아비 파르티아 왕을 보내어 인질로 잡혀있던 그의 딸과 함께 전 통치자에게 유프라테스 강 동쪽의 땅을 되찾아주었다.

## 위치
4세기 역사가 에우트로피우스와 패스투스는 소위 아시리아 속주라는 로마 속주가 “티그리스강 동쪽에 있고 일반적으로 아디아베네와 동일시여겨졌다” 고 하였다. 그러나 일부 현대 학자들은 아시리아 속주가 오늘날 이라크 중심 지역의 티그리스강과 유프라테스강 사이에 있다고 주장했는데, 이 위치는 4세기 로마 역사가 페스투스의 문서와도 일치한다. 고고학자 앙드레 마리크는 아시리아 속주가 "3세기 사푸르 비문의 아수레스탄과 설득력 있게 동일시하였다". 그렇지만, 다른 사료들에서는 아시리아 속주가 과거에 아디아베네라 알려졌고, 신아시리아 왕국이었던 아르메니아 인근 및 티그리스강 동쪽에 있다고 하였다.

## 메소포타미아에서 추가적인 로마 활동
118년에 하드리아누스의 철수는 메소포타미아의 로마 지배의 끝을 점 찍은 것은 아니었다. 제2차 파르티아 원정이 루키우스 베루스의 지휘하 161-165년에 개시되었고, 로마군은 한 차례 더 유프라테스강 동쪽을 정복해냈다. 로마는 셉티미우스 세베루스 황제 지휘로 197-8년이 파르티아를 상대로 또다시 원정을 추진했다.
성공적인 원정 이후, 셉티미우스 세베루스는 메소포타미아와 기원전 2세기에 세워진 왕국이며 에데사를 중심으로 한 오스로에네라는 새로운 속주 두 곳을 설치했다. 그는 또한 안정성을 보장하고 처음에는 파르티아 그 후로는 사산 제국의 침입을 막기 위해 이 속주들에 군단 두 개를 배치시켰다. 이 지역들에서 로마의 영향력은 사산 제국과 성급한 평화 조약을 맺고 자신의 정치력을 강화하고자 콘스탄티노폴리스로 물러난 뒤에 이곳에서 철수한 요비아누스 황제 시기인 363년에 끝이 나고 말았다.
메소포타미아에서 지속적인 로마의 활동에도 불구하고, 서기 118년에 하드리아누스의 철수 이후 아시리아 속주가 형성되었다는 더 이상의 언급은 존재하지 않았다. 셉티미우스 세베루스가 2세기 말에 오스로에네와 메소포타미아 속주를 만들었을 때 아시리아 속주에 대한 언급은 없었다.
로마 역사가 암미아누스 마르켈리누스 (330년경 − 391년경)는 아디아베네 지역이 과거에 아시리아로 불렸다고 했고, 이곳이 로마의 속주였다고 하는 암시는 없었다. 그는 says that 아시리아가 페르시아 주요 지역들에서 로마에 가장 가까운 곳이며 이전에는 여러 민족들과 부족들끼리 명칭이 달랐으나 그가 살던 시기에 하나의 이름만이 알려져 있다고 하였다. 그는 아시리아 도시들의 이름으로 바빌론, 크테시폰, 셀레우키아 등을 언급했다. 그는 율리아누스 황제가 사산 제국 원정을 하던 때, 유프라테스강을 건너 오스로에네로 진압하기 직전에 아시리아인들을 공격했다고 하였으며, 아시리아인들이 카르하이 남쪽인 유프라테스강 인근에 살았다고 한다.
따라서, 아시리아 속주는 트라야누스 치세에만 존재한 것으로 보이며, 설령 그렇다하더라도, 후대의 이 지역의 로마 점령 기간 다시 세워지지 않은 것으로 보인다. 아시리아 속주의 일반적 지역은 고대 아시리아와 일치하며, 메디아 제국, 아케메네스 왕조, 셀레우코스 왕조, 사산 왕조, 파르티아 왕조 모두 해당 지역에 유사한 이름들을 지녔다 (아수르, 아수라, 아수리스탄).

## 같이 보기
- 아수리스탄
- 오스로에네
- 아케메네스령 아시리아
- 시리아 속주
- 메소포타미아 속주
- 아르메니아 속주